# Médaille Hans-Egede
La médaille Hans-Egede est décernée par la Société royale de géographie du Danemark pour services exceptionnels rendus à la géographie, « principalement pour les études et la recherche géographiques dans les terres polaires ». Il a été institué en 1916 et porte le nom de Hans Egede, un missionnaire danois qui a établi une mission au Groenland.

## Lauréats
- 1921 : Peter Freuchen, Godfred Hansen et Morten Pedersen Porsild[2],[3]
- 1924 : Knud Rasmussen[4]
- 1925 : Roald Amundsen[5]
- 1927 : Lauge Koch[6]
- 1932 : Henry George Watkins[7] et Therkel Mathiassen[8]
- 1933 : Ejnar Mikkelsen et Kaj Birket-Smith[9]
- 1937 : Hans Wilhelmsson Ahlmann[10]
- 1947 : Pálmi Hannesson (en)[11]
- 1951 : Eigil Knuth[12]
- 1955 : Helge Larsen[13]
- 1959 : Vivian Fuchs[14]
- 1960 : Paul Siple[15]
- 1971 : Willi Dansgaard[16] et Børge Fristrup (en)[17]
- 1976 : Knud Ellitsgaard-Rasmussen[18] et Jørgen Meldgaard[19]
- 1980 : Bent Fredskild[20]
- 1982 : Gunnar Østrem[21]
- 1984 : Trevor Lloyd[22]
- 1986 : Preben Gudmandsen[23]
- 1992 : Niels Steen Gundestrup (da)[24]
- 1996 : Bent Hasholt et Johannes Krüger (da)[25]
- 2017 : Bo Elberling (da)[26] for his contributions to research on the Arctic
- 2022 : Dorthe Dahl-Jensen[27].